# مايك هرمان
مايك هرمان (بالإنجليزية: Mike Hermann)‏ هو لاعب كرة قدم أمريكية أمريكي، ولد في 27 نوفمبر 1989 في سيدني في أستراليا.